# Lygistorrhina fijiensis
Lygistorrhina fijiensis är en tvåvingeart som beskrevs av Neal L. Evenhuis 2008. Lygistorrhina fijiensis ingår i släktet Lygistorrhina och familjen Lygistorrhinidae.
Artens utbredningsområde är Fiji. Inga underarter finns listade i Catalogue of Life.